# Premi Princesa d'Astúries de les Lletres

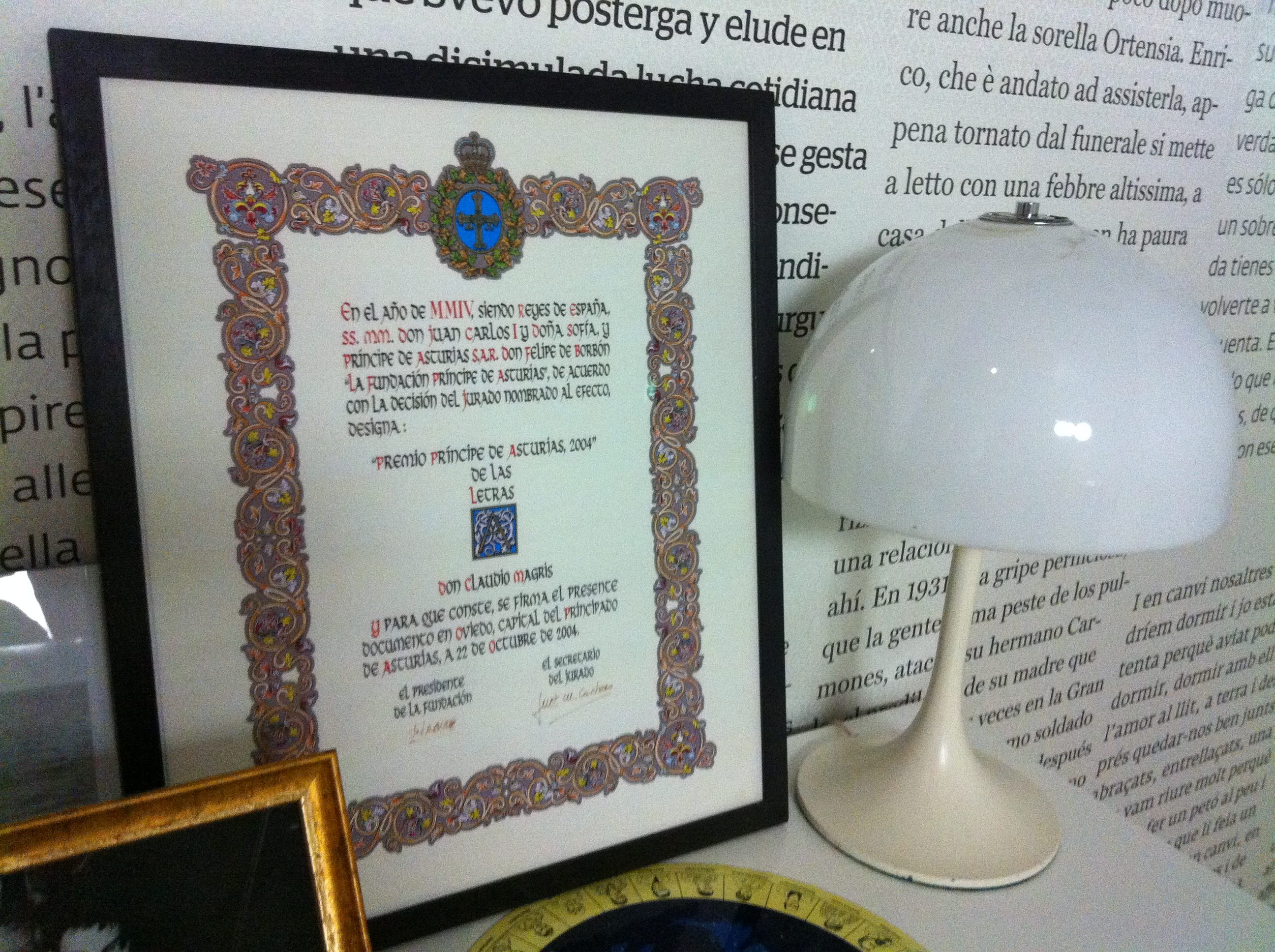
Premi Príncep d'Astúries de les Lletres a Claudio Magris el 2004, mostrat a l'exposició La Trieste de Magris del CCCB el 2011.

El Premi Príncep d'Astúries de les Lletres serà concedit a la persona, grup de persones o institució la tasca de la qual representi una aportació rellevant a la cultura universal en el camp de la llengua.

## Llista de guardonats
- 2020 Anne Carson
- 2019 Siri Hustvedt
- 2018 Fred Vargas
- 2017 Adam Zagajewski[1]
- 2016 Richard Ford[2]
- 2015 Leonardo Padura[3]
- 2014 John Banville[4]
- 2013 Antonio Muñoz Molina
- 2012 Philip Roth
- 2011 Leonard Cohen
- 2010 Amin Maalouf
- 2009 Ismail Kadare
- 2008 Margaret Atwood
- 2007 Amos Oz
- 2006 Paul Auster
- 2005 Nélida Piñón
- 2004 Claudio Magris
- 2003 Fátima Mernissi i Susan Sontag
- 2002 Arthur Miller
- 2001 Doris Lessing
- 2000 Augusto Monterroso
- 1999 Günter Grass
- 1998 Francisco Ayala
- 1997 Álvaro Mutis
- 1996 Francisco Umbral
- 1995 Carlos Bousoño
- 1994 Carlos Fuentes
- 1993 Claudio Rodríguez
- 1992 Francisco Morales Nieva
- 1991 Poble de Puerto Rico
- 1990 Arturo Uslar Pietri
- 1989 Ricardo Gullón
- 1988 Carmen Martín Gaite i José Ángel Valente
- 1987 Camilo José Cela
- 1986 Mario Vargas Llosa i Rafael Lapesa Melgar
- 1985 Ángel González
- 1984 Pablo García Baena
- 1983 Juan Rulfo
- 1982 Gonzalo Torrente Ballester i Miguel Delibes
- 1981 José Hierro